# Les Pierres Jumelles (Olonne-sur-Mer)
Die Menhire Les Pierres Jumelles (deutsch „die Zwillingssteine“; auch Menhire von Pierre-Levée) stehen östlich von Olonne-sur-Mer, gegenüber dem Château de Pierre Levée, (lokal auch „Petit Trianon de Vendée“ genannt) im Département Vendée in Frankreich.
Weitere Steine mit dieser Bezeichnung sind in Frankreich häufig (z. B. in Cambrai). Ähnlich groß sind aber nur die etwa neun Meter voneinander entfernten über drei Meter hohen Les Pierres Jumelles, zwei Monolithe in der Nähe des Weilers Écoivres in Mont-Saint-Éloi im Département Pas-de-Calais, mit denen auch Legenden verbunden sind. 
Die Zwillingssteine von Olonne-sur-Mer stehen etwa sechs Meter voneinander entfernt beiderseits einer Straße am Château de Pierre Levée. Die Steine sind etwa vier Meter hoch. Einer ist ein abgerundeter Block aus rosa Granit, der andere ist ein spitzer gebogener, grauer Stein. Auf beiden Menhiren wachsen Flechten. Die Menhire sind seit 1982 als Monument historique eingestuft.
Der Menhir de la Conche-Verte (zwei Meter hoch) und der Pierre de Beauregard stehen ebenfalls in Olonne-sur-Mer.